# 村落

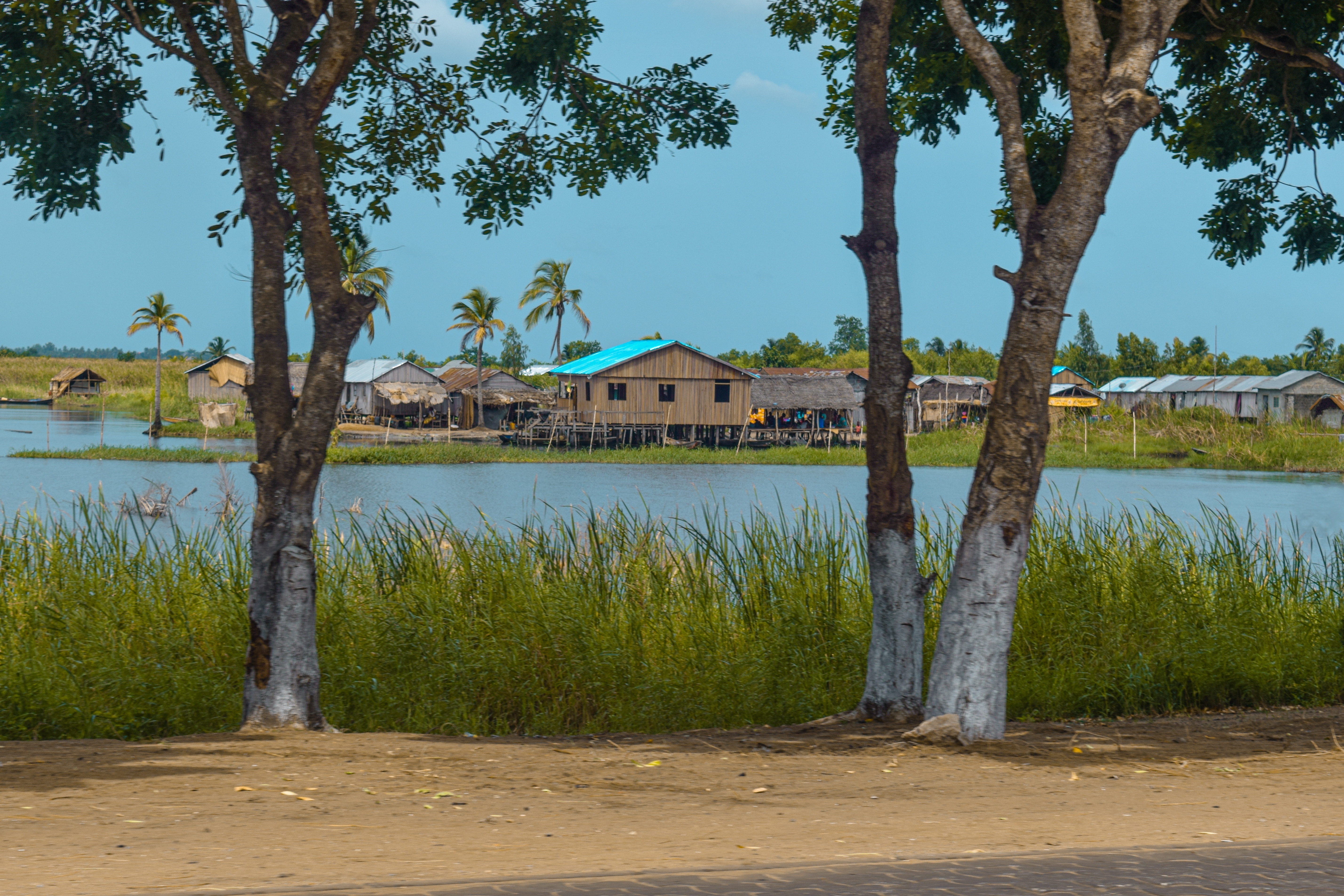
ベナンの人里離れた村

村落（そんらく、英語: village, hamlet）とは、人口や家屋の密度が小さい集落を指す学術用語。一般的には農村などの呼称が用いられることが多い。対義語は都市。
地理学的概念である集落に対して、村落は、人間関係の社会的・文化的な統合状態に基づく社会学的概念である。広義では地縁集団にも含まれるが、村落は、地縁集団に比べて、人間関係の社会的、文化的な自律的統合単位でなければならず、政治的な単位として形成されている地域社会の一種として位置づけられる。

## 分類
行政的な区分と形態的な区分で、英語または文化人類学では、villageとhamletとして区分する。hamletが、自然に形成された本来の村落を指す。

### 産業別分類
農村
住民が主として農業に従事している村落。日本の村落の大半が農村である。柳田國男によれば、日本の農村の3分の2から4分の3は室町時代から始まったものとされ、網野善彦もこれを支持している。なお現在日本の農業人口は2%以下である。
漁村
住民が主として漁業に従事している村落。日本では、大半が漁業の他に農業も行う半農半漁村であり、漁業だけを行う純漁村は少ない。
山村
山間にある村落。山村振興法では「林野面積の占める比率が高く、交通条件及び経済的、文化的諸条件に恵まれず、産業の開発の程度が低く、かつ、住民の生活文化水準が劣っている山間地その他の地域で政令で定める要件に該当するもの」と定義されている（山村振興法2条）。住民は林業と農業に従事している事が多い。農村と併せて農山村という。
例：戸隠、春野、上宝、荘川、十津川、本宮、板井原、箱根、六合。
行政文書等で一括して表現する場合は「農山漁村」と呼ぶ。

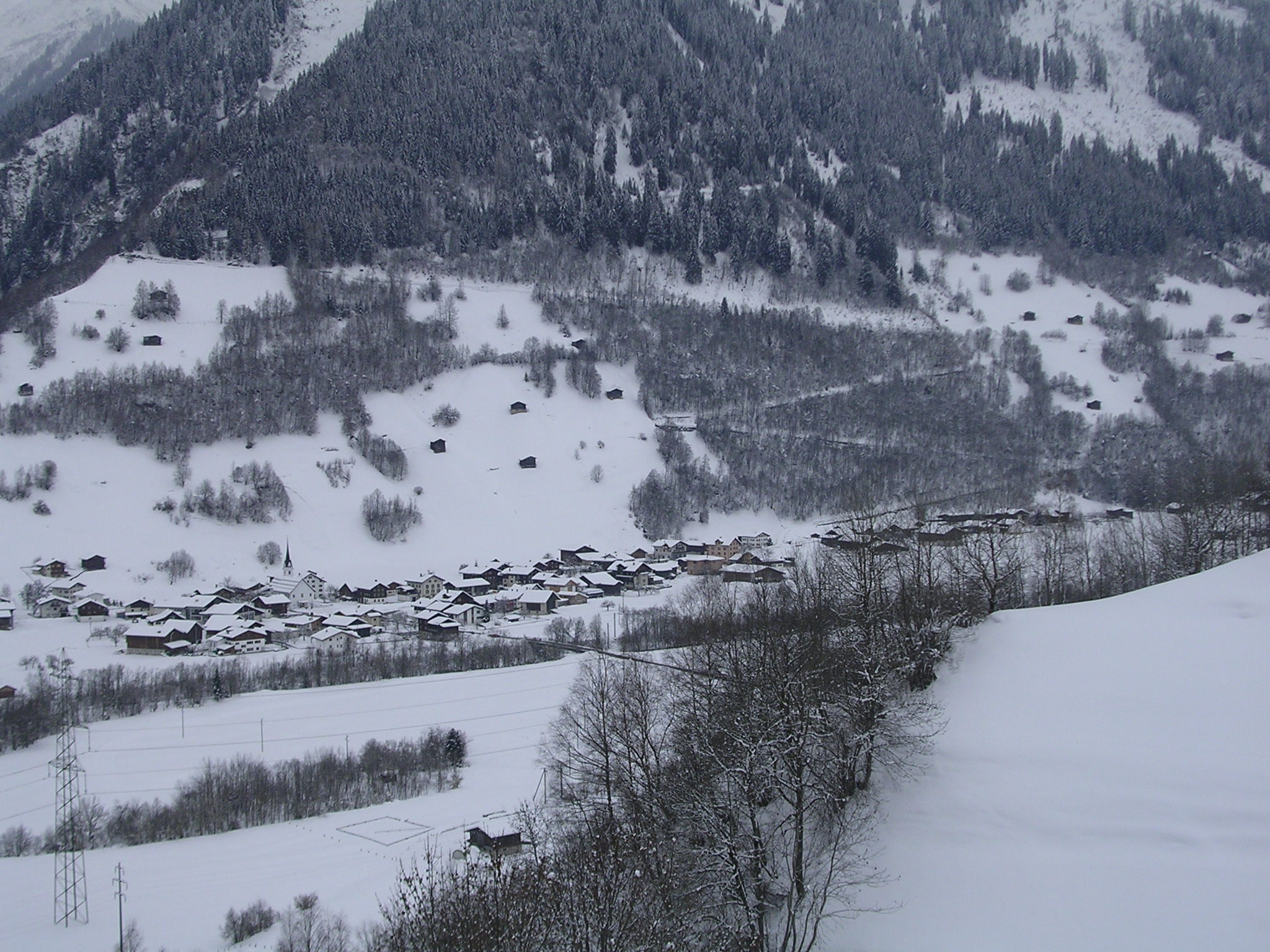
列村（ドイツ）

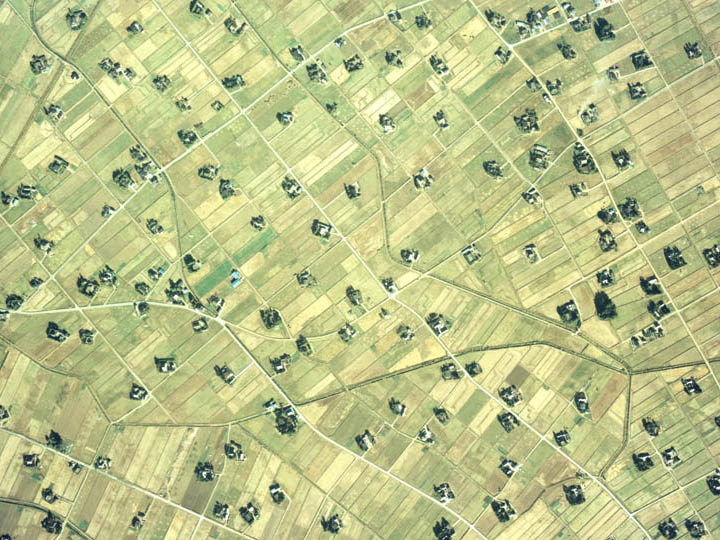
散村（砺波平野）

### 形状別分類
集村
家屋が数十軒から数百軒集まっている村落。以下のような種類がある。（詳しくは集村を参照。）
1. 塊村
  - 家屋が不規則に塊状に分布している集落。西南日本でよく見られる。

2. 列村
  - 家屋が自然堤防や山麓の湧水線に沿って、列状に分布している村落。
  - 例：三依、栄村、井川、水窪。

3. 路村
  - 家屋が道路に沿って列状に分布している村落。開拓地などに見られる。農業主体である。
  - 例：泰阜、里美。

4. 街村
  - 家屋や商店が、道路に沿って列状に分布している村落。路村よりも道路への依存度が高く、商業主体である。後の時代に地方都市の地位を得た街村もある。
  - 例：矢祭、広野。

5. 円村・環村
  - 中央の円形・楕円形の広場を取り囲んで、家屋が環状に分布している村落。ヨーロッパの中世の開拓集落でよく見られる。

散村 ・ 散居村
家屋が一軒ずつ分散している村落。北陸地方の砺波平野、山陰の出雲平野、北海道の屯田兵の開拓地、アメリカやカナダのタウンシップ制による村落が知られている。成立の背景はそれぞれ違うが、政策によって成立した所が多い。

## 関連書籍
- 矢嶋仁吉『集落調査法』1958年初版